# 奥尔和里诺代 (阿韦龙省)
奥尔和里诺代（法語：Ols-et-Rinhodes）是法国阿韦龙省的一个市镇，属于鲁埃格自由城区（Villefranche-de-Rouergue）维勒纳夫县（Villeneuve）。该市镇2009年时的人口为173人。

## 人口
奥尔和里诺代人口变化图示
| 数据来源：INSEE |